# نيل روبرتس
نيل روبرتس (بالإنجليزية: Neil Roberts)‏ (7 أبريل 1978 المملكة المتحدة - ) هو لاعب كرة قدم بريطاني يلعب كمهاجم.

## مسيرته الكروية
لعب نيل روبرتس خلال مسيرته الاحترافية مع 6 أندية في ستة عشر موسمًا وسجل خلالها 76 هدفًا ضمن 358 مباراة. ولم يفز بأي موسم بالكأس وفاز في موسم واحد بالدوري.
خاض نيل روبرتس مسيرته مع نادي ريكسهام في موسم 1997–98 في المرة الأولى واستمر معه طيلة ثلاثة مواسم ثم في موسم 2006–07 ولمدة موسمين، مشاركًا طوالها في 130 مباراة سجل خلالها 28 هدفًا. ثم انتقل إلى نادي ويغان أتلتيك في موسم 1999–00 في المرة الأولى واستمر معه طيلة ثلاثة مواسم ثم في موسم 2002–03 ولمدة موسمين، حيث شارك طوالها في 125 مباراة سجل خلالها 19 هدفًا. لينتقل بعدها إلى نادي هال سيتي في موسم 2001–02 لمدة موسم واحد، مشاركًا في 6 مباريات ولم يسجل أي هدف. ثم انتقل إلى نادي دونكاستر روفرز في موسم 2004–05 ولمدة موسمين، مشاركًا في 61 مباراة سجل خلالها 8 أهداف. هذا وانتقل لاحقًا إلى نادي ريل في موسم 2008–09 ولمدة موسمين، مشاركًا في 33 مباراة سجل خلالها 20 هدف.

## روابط خارجية
- نيل روبرتس على موقع قاعدة بيانات كرة القدم.إي يو (الإنجليزية)
- نيل روبرتس على موقع ناشيونال فوتبول تيمز (الإنجليزية)
- نيل روبرتس على موقع Soccerbase.com (لاعب) (الإنجليزية)
- نيل روبرتس على موقع عالم كرة القدم.نت (الإنجليزية)